# Клакёр

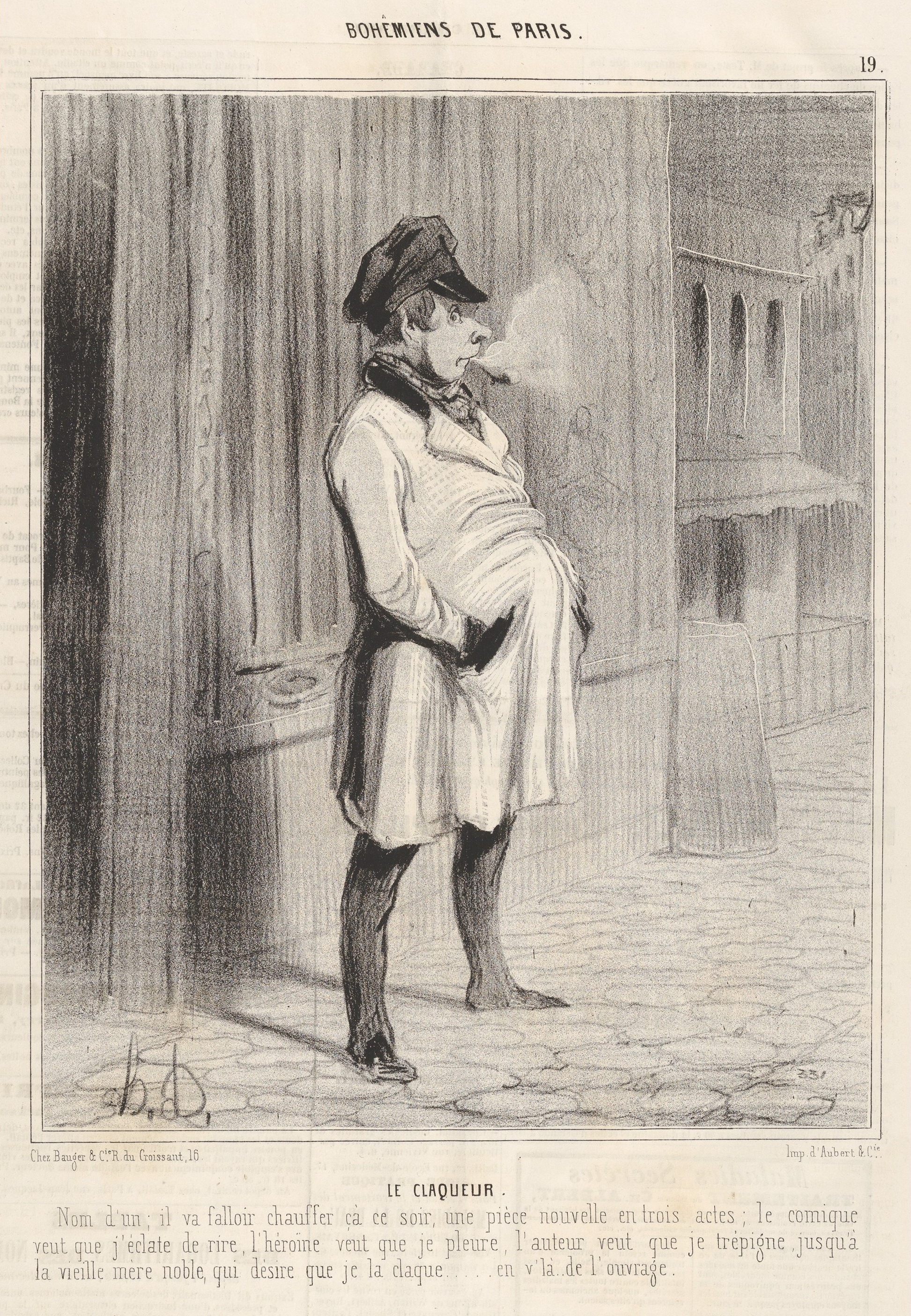
Оноре Домье, «Клакёр», гравюра из цикла «Парижская богема», 1842 год

Клакёр (фр. claqueur, от фр. claque — хлопок ладонью) — профессия человека, который занимается созданием искусственного успеха либо провала артиста или целого спектакля.
Клака (фр. Claque) — организация собственного суррогатного успеха или провала чужого выступления группой подставных зрителей — клакёров, нанятых антрепренёром, ведущим актёром, драматургом, оратором, политиком и т. д.
В общем, любая неискренняя и заранее организованная коллективная поддержка.

## История
Группу профессиональных клакёров называют клакой. Используя эффект «социального доказательства», они стараются заставить публику в театрах вместе с ними аплодировать, кричать «Браво!» или проявлять недовольство.
Уже в III веке до н. э. греческий драматург-комедиограф Филемон нанимал против своего соперника Менандра клакёров.
Известно о существовании этого явления в Древнем Риме под названием theatrales operae или fautore . 
В эпоху Возрождения клака распространялась в странах Европы, прежде всего в музыкальном театре Италии. В XVII в. по всей Европе зародилась профессиональная клака, которая для обеспечения иллюзии успеха спектакля аплодировала на заказ постановщиков спектакля в заранее выбранных местах. Они могли на заказ провалить представление конкурента.
Современная организация платных аплодисментов (klakers) берет свое начало в Париже, где уже в 1820 году своего рода предприимчивый Sauton открыл офис для страхования драматических успехов (assurance de succès dramatiques). С тех пор он распространился на все европейские оперные и другие театральные сцены. У каждого клакёра есть свой органайзер, который определяет, когда и насколько необходимо поддерживать артиста, хлопая, топая, звоня и т. д., то есть сбивая оставшуюся аудиторию. В дополнение к выражению энтузиазма, однако, клакёр также может оказать негативное влияние, например, освистывая артиста, который отказался платить за услуги. Вообще, феномен клаки считался негативным явлением и часто безуспешно подавлялся. Например, Густав Малер попытался полностью запретить феномен клаки после вступления в должность директора Венской оперы в 1897 году, но ему это не удалось.
Члены клаки имели свою роль во время представления. Так в парижской клaкe были простые «ласкальщики», другие смеялись в комических местах спектакля, «знатоки» во время спектакля «тонко» комментировали игру актёров, «плакальщицы» плакали в трогательных местах, а женщины могли «терять сознание» в драматические моменты. Руководитель клаки на генеральной репетиции определял клакёрам их реакцию по ходу спектакля. Это требовало от него хорошего знания театра. Для того, чтобы представление или актёры не имели успеха, клакёры во время спектакля делали неодобрительные замечания, шипели, свистели, топали ногами.
Клакёры работали не только в театре. Специальные клакёры вели разговоры о театре, премьеры в модных местах — кафе, на бульварах.
Деятельность клаки была наиболее распространена тогда, когда театральная деятельность давала значительную прибыль. Со временем их деятельность сошла практически на нет. В начале XXI века отмечали влияние клаки на спектакли в московском Большом театре.
В современном театре клака может маскироваться под театральную критику, журналистику, общественность, жюри. Скрытые формы оплаты могут быть разными.

## Феномен клаки
Феномен клаки основан на эффекте социального доказательства, суть которого в том, что люди, находящиеся на концерте или в кинотеатре, тем более расположены к аплодисментам, смеху и т. д., чем больше людей вокруг поступают аналогично. Данный феномен используется в театрах с помощью специально нанятых людей.
Хотя это явление большей частью вымерло к середине XX века, случаи, когда артисты платят за аплодисменты, иногда ещё встречаются, например, в московском Большом театре.

## Клака в литературе
Театральный очерк Власа Дорошевича «Шаляпин в „Мефистофеле“» описывает неудачную попытку сорвать выступления Ф. И. Шаляпина в «Ла Скала» в 1901 году с использованием клакёров:

На следующий день в одной из больших политических газет Милана появилось письмо Ф. И. Шаляпина.
«Ко мне в дом явился какой-то шеф клаки, — писал Шаляпин, — и предлагал купить аплодисменты. Я аплодисментов никогда не покупал, да это и не в наших нравах. Я привёз публике своё художественное создание и хочу её, только её свободного приговора: хорошо это или дурно. Мне говорят, что клака — это обычай страны. Этому обычаю я подчиняться не желаю. На мой взгляд, это какой-то разбой».